# Neterkare
Neterkare és el primer faraó de la dinastia VII esmentat al Papir de Torí. Se sospita que devia ser el mateix personatge que es coneix com a Neferka, el nen, darrer rei de la dinastia VI, que va governar sota la regència de la seva mare Nitokris. Apareix a la llista al costat de Menkare i es creu que el nom de Sa Ra de Nitokris fou precisament Menkare. El seu nom volia dir 'Diví és el ka de Ra'.